# Jannik Kohlbacher
Jannik Kohlbacher (* 19. Juli 1995 in Bensheim) ist ein deutscher Handballspieler. Er spielt als Kreisläufer bei den Rhein-Neckar Löwen in der Handball-Bundesliga und in der deutschen Nationalmannschaft.

## Werdegang und Karriere

### Schule
Kohlbacher wuchs in Reisen, einem Ortsteil von Birkenau im Odenwald auf und besuchte die Martin-Luther-Schule in Rimbach. In der Oberstufe wechselte er nach Reichelsheim an die Georg-August-Zinn-Schule.

### Verein und Auswahlmannschaften
Mit dem Handballspiel begann Kohlbacher bei der HSG Nieder-Liebersbach/Reisen (heute HSG Weschnitztal). Er wurde wegen seiner überzeugenden Leistungen in die Bezirksauswahl des Handballbezirks Darmstadt berufen. Parallel dazu wurde er vom Handball-Leistungszentrum Bergstraße in Bensheim gefördert. Im Januar 2007 wurde Kohlbacher beim Hessenpokalturnier der C-Jugend-Bezirksauswahlen von DHB-Jugendtrainer Christoph Armbruster zum besten Kreisläufer gewählt und anschließend in die Hessenauswahl berufen. 2009 wechselte er in die C-Jugend der JSG Wallstadt, einer Jugendspielgemeinschaft des TV Großwallstadt und des TV Kleinwallstadt. Mit dieser Mannschaft wurde er am 20. März 2010 Vize-Hessenmeister. Im selben Jahr kam Kohlbacher in die Junioren-Akademie des damaligen Handball-Bundesligisten TV Großwallstadt. Mit der Großwallstädter B-Jugend wurde er bayerischer Meister und mit der A-Jugend Vizemeister. 2011 wurde er in die B-Junioren-Nationalmannschaft berufen. 2012 wechselte der 1,93 Meter große Kreisläufer zum Zweitligisten SG Leutershausen, von wo er nach einer Saison zum Ligakonkurrenten TV Großwallstadt zurückkehrte. Ab der Saison 2015/16 lief er für den Erstligisten HSG Wetzlar auf, bei dem er einen Zweijahresvertrag unterschrieb.
Im Sommer 2018 wechselte er zu den Rhein-Neckar Löwen. Mit den Rhein-Neckar Löwen gewann er 2018 den DHB-Supercup und 2023 den DHB-Pokal. In der Bundesliga-Saison 2022/23 warf er 121 Tore und erreichte beim Handballperformance-Index der HBL den dritten Platz mit einem durchschnittlichen Wert von 76. Nachdem er es in verschiedenen Interviews schon vorab angekündigt hatte, wurde im Juli 2023 seine Vertragsverlängerung bis 2026 bekannt gegeben. Am 2. Dezember 2023 erzielte Kohlbacher beim Sieg gegen den HSV Hamburg sein 1000. Bundesligator.

### Nationalmannschaft
Jannik Kohlbacher feierte sein Debüt am 10. und 11. Juli 2011 in der U17-Jugend-Nationalmannschaft bei zwei Testspielen gegen Frankreich und nahm im gleichen Monat am Europäischen Olympischen Jugendfestival (EYOF) in Trabzon, Türkei teil. Er gewann mit dem Team die Silbermedaille und warf bei dem Turnier zehn Tore. In den folgenden beiden Jahren gehörte Kohlbacher zum Kader der deutschen U18- und U19-Nationalmannschaft, für die er in 44 Länderspielen 105 Tore erzielte. Mit der U18-Nationalmannschaft gewann er die Europameisterschaft 2012 in Österreich und holte bei der U19-Weltmeisterschaft 2013 in Ungarn die Bronzemedaille. Auch in der U20-Nationalmannschaft setzte der Jahrgang 1994/95 seine Medaillensammlung fort und wurde erneut Europameister bei der U20-Europameisterschaft 2014 in Österreich. Kohlbacher steuerte 22 Tore zum Titelgewinn bei und wurde im Halbfinale und im Finale jeweils zum Player of the match gewählt. Die abschließende wichtige Meisterschaft dieses Jahrgangs – die U21-Weltmeisterschaft 2015 – verpasste Kohlbacher verletzungsbedingt.
Im November 2015 wurde Kohlbacher von Nationaltrainer Dagur Sigurðsson in den Kader der deutschen Nationalmannschaft für den Supercup gegen Brasilien, Serbien und Slowenien berufen. Am 6. November 2015 kam er in der Flensburger Campushalle zu seinem ersten Einsatz beim 29:20-Sieg über Brasilien, zu dem er zwei Treffer beisteuerte. Am 31. Januar 2016 wurde er in Polen mit einem 24:17-Sieg über Spanien Europameister. Zur Europameisterschaft 2018 wurde er von Bundestrainer Christian Prokop in den 20er-Kader berufen, der die Vorbereitung bestreitet. Am 7. Januar wurde er in den endgültigen 16er-Kader berufen und nahm damit an der EM 2018 teil. Mit der deutschen Auswahl nahm er an den Olympischen Spielen in Tokio teil. Dort ersetzte er Marcel Schiller für das Spiel gegen Brasilien, kam aber letztlich nicht zum Einsatz. Er stand im erweiterten Kader der deutschen Nationalmannschaft für die Europameisterschaft 2022.
Bei der Weltmeisterschaft 2023 erreichte er mit der deutschen Nationalmannschaft den 5. Platz. Das Team zeigte damit eine Leistungssteigerung gegenüber den durch die Corona-Pandemie beeinflussten letzten großen Turnieren, Kohlbacher erzielte 29 Tore. Im Januar 2024 belegte er mit der deutschen Nationalmannschaft bei der Heim-Europameisterschaft in Deutschland den vierten Platz und erzielte 14 Tore. Das Eröffnungsspiel der EM in Düsseldorf vor einer Weltrekordkulisse von 55.000 Zuschauern war sein 100. Länderspiel. Bei den Olympischen Spielen 2024 in Paris gewann er mit der deutschen Nationalmannschaft die Silbermedaille. Dafür wurden er und sein Team am 4. November 2024 vom Bundespräsidenten Frank-Walter Steinmeier mit dem Silbernen Lorbeerblatt ausgezeichnet.

## Erfolge
- Silbermedaille beim Europäischen Olympischen Jugendfestival (EYOF) mit der deutschen U17-Nationalmannschaft
- Europameister 2012 mit der deutschen U18-Nationalmannschaft
- Bronzemedaille bei der Weltmeisterschaft 2013 mit der deutschen U19-Nationalmannschaft
- Europameister 2014 mit der deutschen U20-Nationalmannschaft
- Europameister 2016 mit der deutschen Nationalmannschaft
- DHB-Supercup 2018 mit den Rhein-Neckar Löwen
- DHB-Pokal 2023 mit den Rhein-Neckar Löwen
- Silbermedaille bei den Olympischen Spielen 2024 mit der deutschen Nationalmannschaft

## Statistik
| Saison  | Liga                   | Verein             | Spiele | Tore | 7-Meter | Feldtore |
| ------- | ---------------------- | ------------------ | ------ | ---- | ------- | -------- |
| 2012/13 | 2. Handball-Bundesliga | SG Leutershausen   | 015    | 0013 | 0       | 0013     |
| 2013/14 | 2. Handball-Bundesliga | TV Großwallstadt   | 036    | 0145 | 0       | 0145     |
| 2014/15 | 2. Handball-Bundesliga | TV Großwallstadt   | 032    | 0089 | 0       | 0089     |
| 2015/16 | Handball-Bundesliga    | HSG Wetzlar        | 031    | 0084 | 0       | 0084     |
| 2016/17 | Handball-Bundesliga    | HSG Wetzlar        | 033    | 0129 | 0       | 0129     |
| 2017/18 | Handball-Bundesliga    | HSG Wetzlar        | 029    | 0095 | 0       | 0095     |
| 2018/19 | Handball-Bundesliga    | Rhein-Neckar Löwen | 033    | 0150 | 0       | 0150     |
| 2019/20 | Handball-Bundesliga    | Rhein-Neckar Löwen | 026    | 0110 | 0       | 0110     |
| 2020/21 | Handball-Bundesliga    | Rhein-Neckar Löwen | 031    | 0132 | 0       | 0132     |
| 2021/22 | Handball-Bundesliga    | Rhein-Neckar Löwen | 032    | 0120 | 0       | 0120     |
| 2022/23 | Handball-Bundesliga    | Rhein-Neckar Löwen | 032    | 0121 | 0       | 0121     |
| 2023/24 | Handball-Bundesliga    | Rhein-Neckar Löwen | 034    | 0140 | 0       | 0140     |
| 2024/25 | Handball-Bundesliga    | Rhein-Neckar Löwen | 029    | 0115 | 0       | 0115     |
| 2012–15 | 2. Handball-Bundesliga | gesamt             | 083    | 0247 | 0       | 0247     |
| 2015–25 | Handball-Bundesliga    | gesamt             | 310    | 1196 | 0       | 1196     |
| 2012–25 | alle                   | gesamt             | 393    | 1443 | 0       | 1443     |

Quelle: Spielerprofil bei der Handball-Bundesliga